# Стельмах

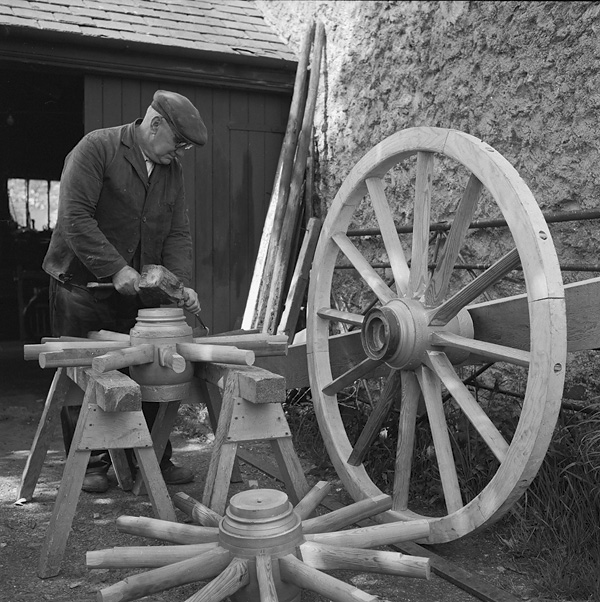
Валлійський стельмах Гриффидд Вілльямс, Бодффорд, 1964

Сте́льмах (від нім. Stellmacher через пол. stelmach), діал. колоді́й (прасл. *kolodějь — «той, що робить кола, колеса»), сни́цар, також колісни́к — майстер, який робить вози, сани, колеса тощо. Галузь кустарної промисловості з виробництва цих предметів знана як стельмаство або колоді́йство й існує з ранньої доби.
Стельмахів, що спеціалізувалися на виробленні коліс, також називали колісника́ми, а тих, що робили й лагодили карети — каретниками.

## Історія

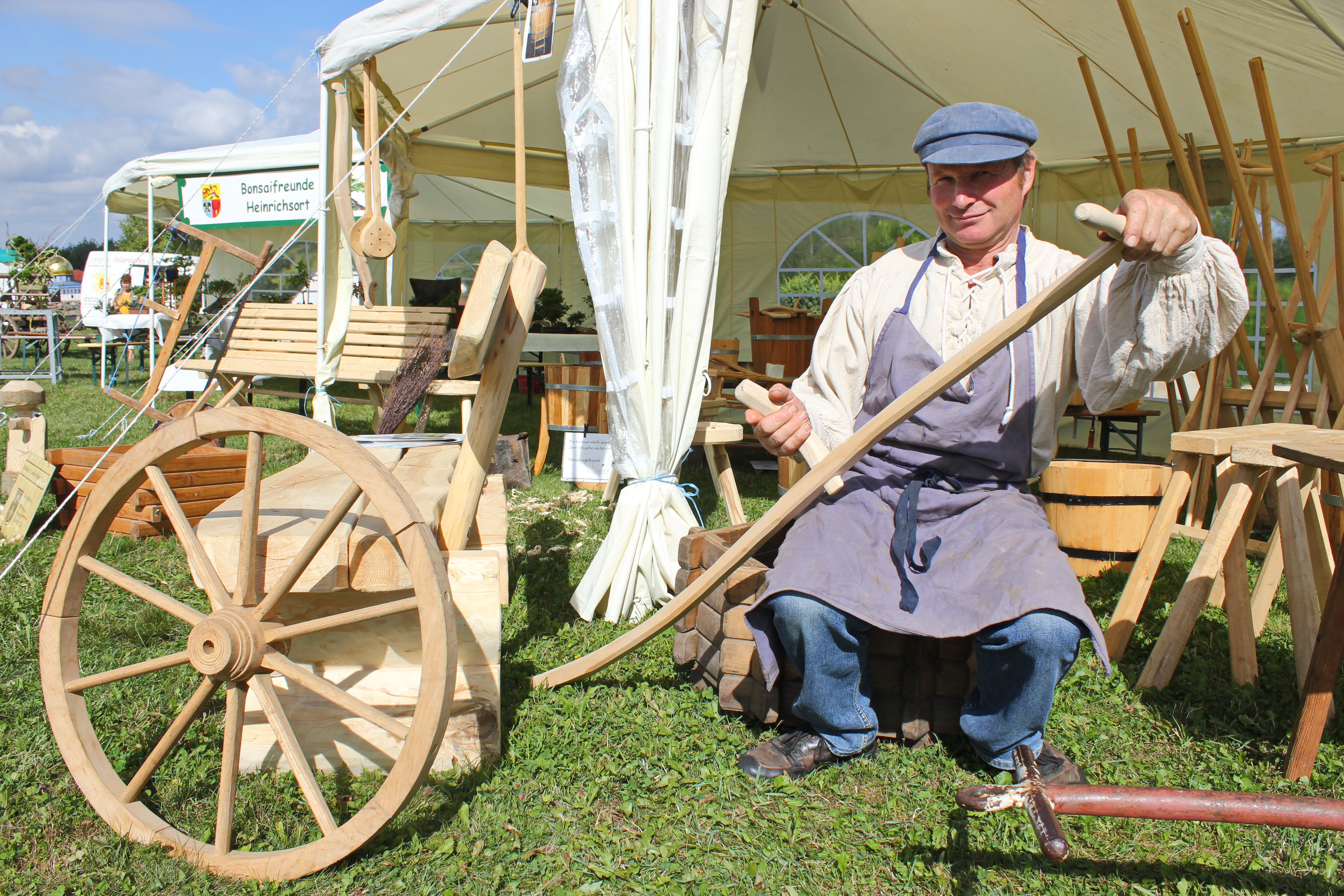
Стельмах за роботою. Ліхтенштайн, Саксонія

Стельмахи були знані у XIX ст. майже в кожному селі; зазвичай вони працювали сезонно. У деяких районах України стельмаство набирало характеру масової кустарної промисловості. Найбільше воно було розвинене на Полтавщині, де в ньому працювало в кінці XIX ст. понад 2 400 родин (Грунська і Куземинська волості Зіньківського повіту; Калайдинці, Клепачі, Хитці — Лубенського, Липова Долина — Гадяцького); на Харківщині (Муратівська, Борівська, Осинівська волості Старобільського повіту; м. Охтирка, Котельва — Охтирського; Богодухів, Попівка — Богодухівського); менше на Київщині (у Радомисльському і Чигиринському повітах та в м. Таращі). Відомим центром стельмаства було село Дорогоща Хмельницької області. Вироби стельмахів мали попит в інших районах України, зокрема в південних.
У зв'язку з механізацією транспорту стельмаство втратило своє значення. Тепер вози і сани для потреб сільського та інших господарств виготовляють на підприємствах місцевої промисловості.

## Технології
Виготовлення коліс було технологічно складним процесом. Ободи для них могли складати з окремих вигнутих колодок (багрів), скріплених пластинками, а могли вигинати з цілого дерев'яного бруса. Для цього стельмахи застосовували спеціальний верстат, що складався з вкопаного в землю масивного відрізка стовбура (пенька), у центрі якого поміщався обертовий вертлюг (вухо). Використовувалася й інша конструкція — пеньок обертався на осі, закріпленій на масивній підставці. Оброблений брус розпарювали в парні — землянці з піччю і чаном для води. Застосовували і сухопарний спосіб: замочували брус на кілька годин у воді, потім клали сиру деревину на багаття, розведене в ямі й прикрите дерном. Розпарену заготовку обода кріпили нерухомо одним кінцем до пенька збоку, а другим за допомогою мотузки чи жердини з гаком (кужби) прив'язували до прави́ла (повідні), один кінець якого вставляли у вухо. Повертаючи вручну чи за допомогою упряжних тварин повідню з прикріпленою до неї заготовкою, поступово згинали майбутній о́бід навколо пенька в кільце. Частіше за все гнули заготовку в бік серцевини, рідше — у бік заболоні. Кінці зігнутого обода (заворотичі) зв'язували дротом (раніше — ликом) і залишали приблизно на пів години остигнути. Потім обід обстругували рубанками та скобелями, із внутрішнього боку просвердлювали коловоротом глухі отвори для спиць.
Маточину виточували з цілого шматка твердого дерева, робили наскрізний отвір для осі й глухі для спиць, посилювали залізними обручами. Потім надівали на стійку із залізним стиржнем — полицю. Далі в маточину вставляли спиці (разом це називалося острога), і насаджували готовий обід. Для цієї операції використовували спеціальний прилад — стелюгу (колесню), який складався з низького столика з отвором і прорізом для спиці. На готове колесо надівали металеву шину, прикріпляючи її в 3-4 місцях болтами, а кінці штаби додатково охоплювали обіймами (вірвантами, урвантами), стягаючи їх цвяшками (заволічками, лютами). Для запобігання розтріскуванню обода його посилювали наскрізними металевими заклепками. В отвори маточин вставляли залізні чи бронзові втулки. Готовий комплект коліс для одного воза називався стан чи круг.

## Галерея

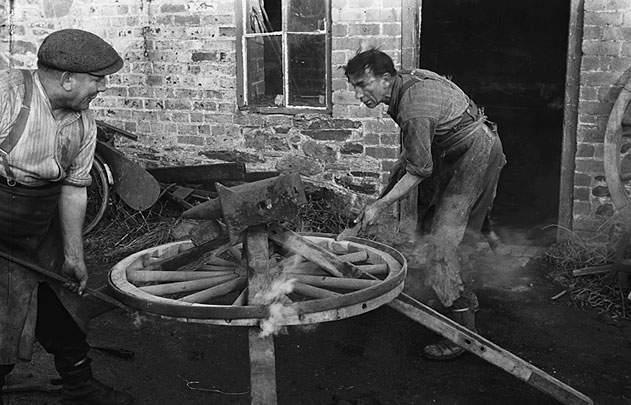
Надівання сталевої шини на колесо. Уельс, 1947 р.
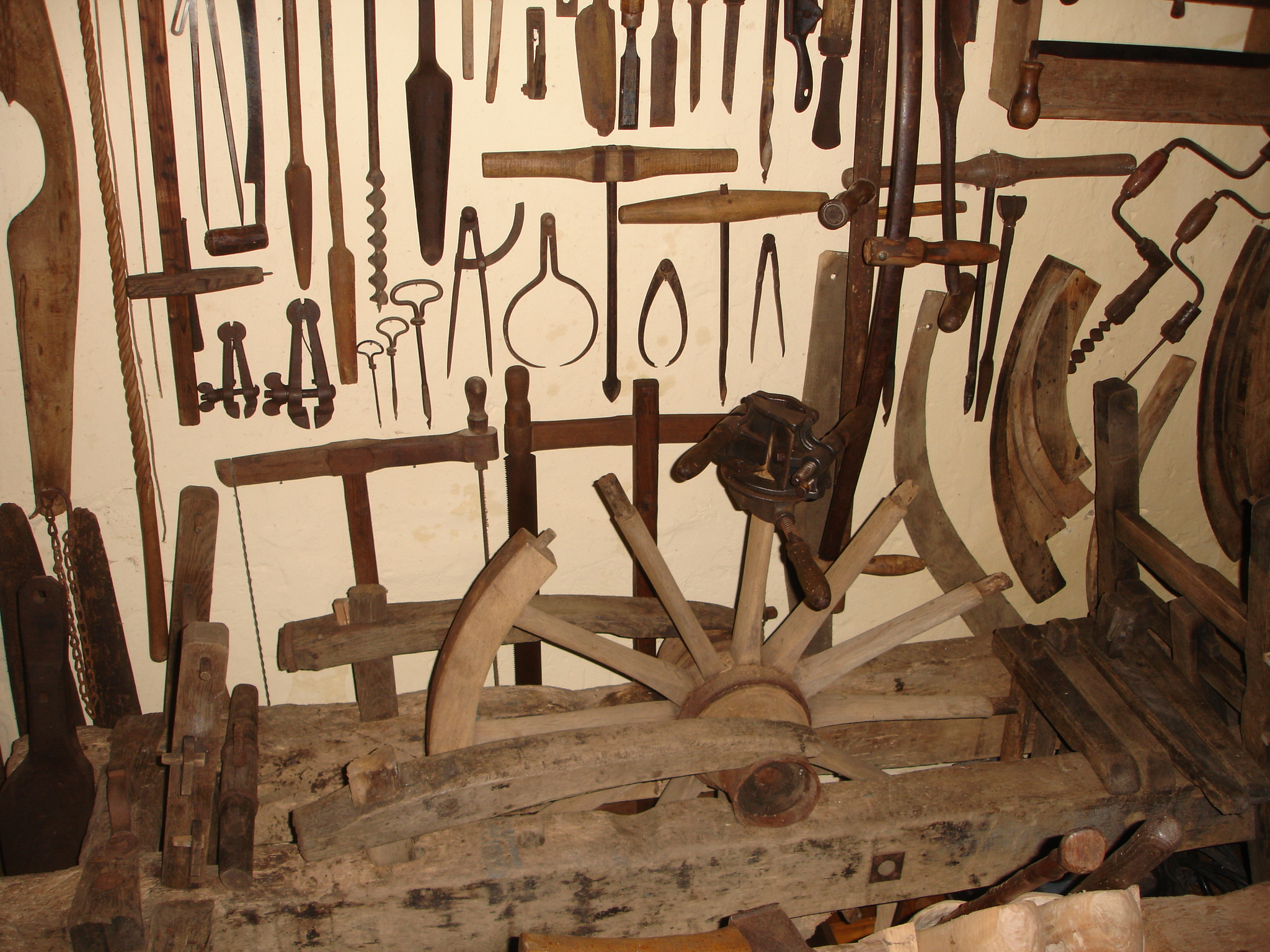
Інструмент стельмаха
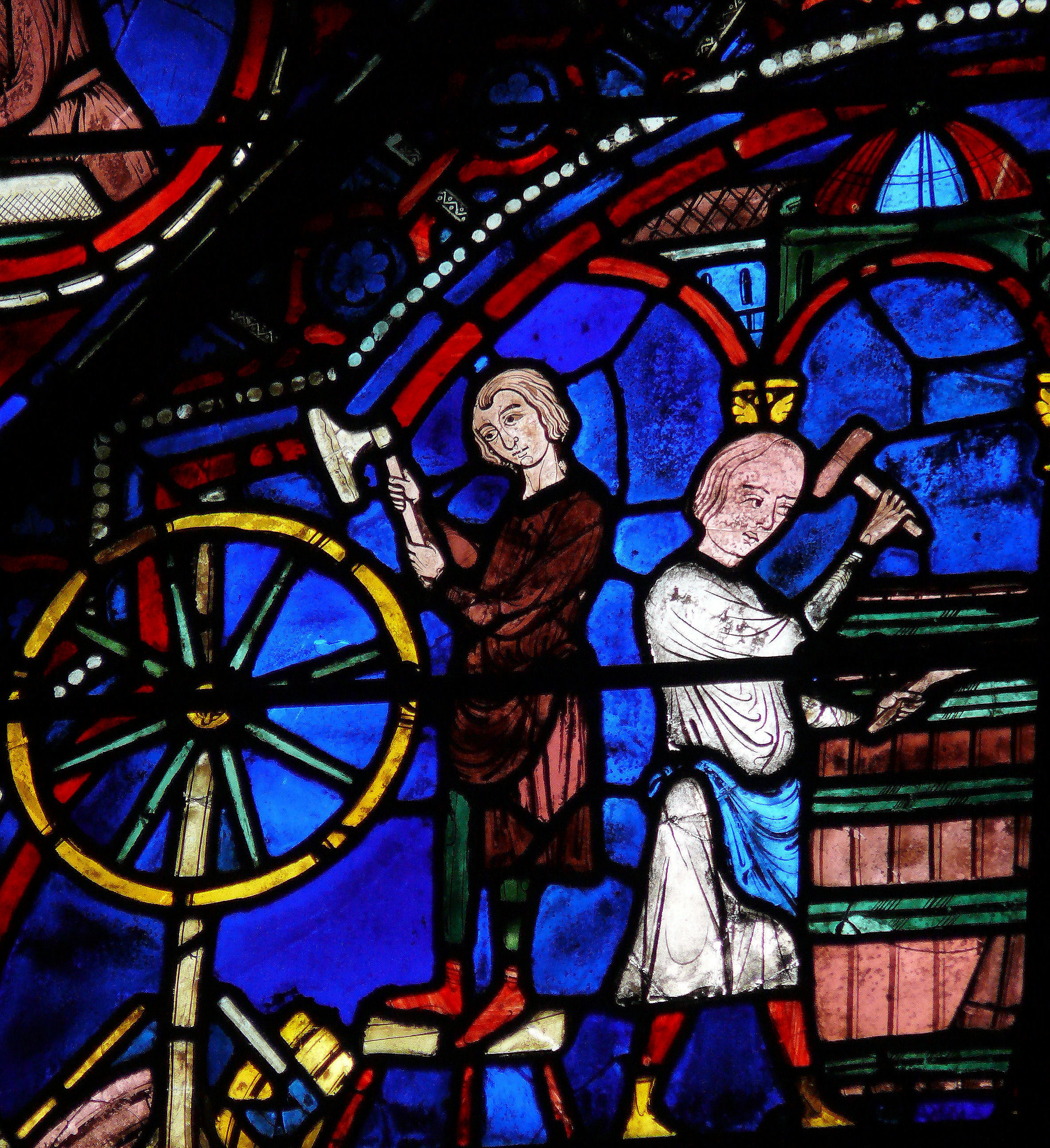
Бондар і стельмах. Вітраж у Шартрському соборі
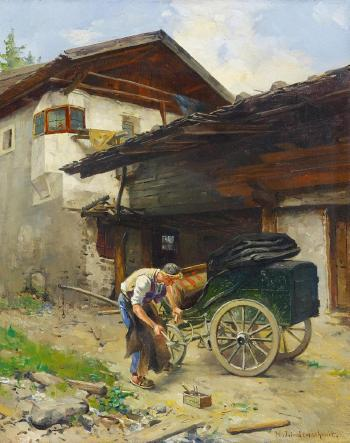
Г. Лінденшміт[de] Стельмах за роботою, бл. 1900
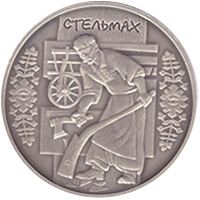
Монета НБУ «Стельмах»
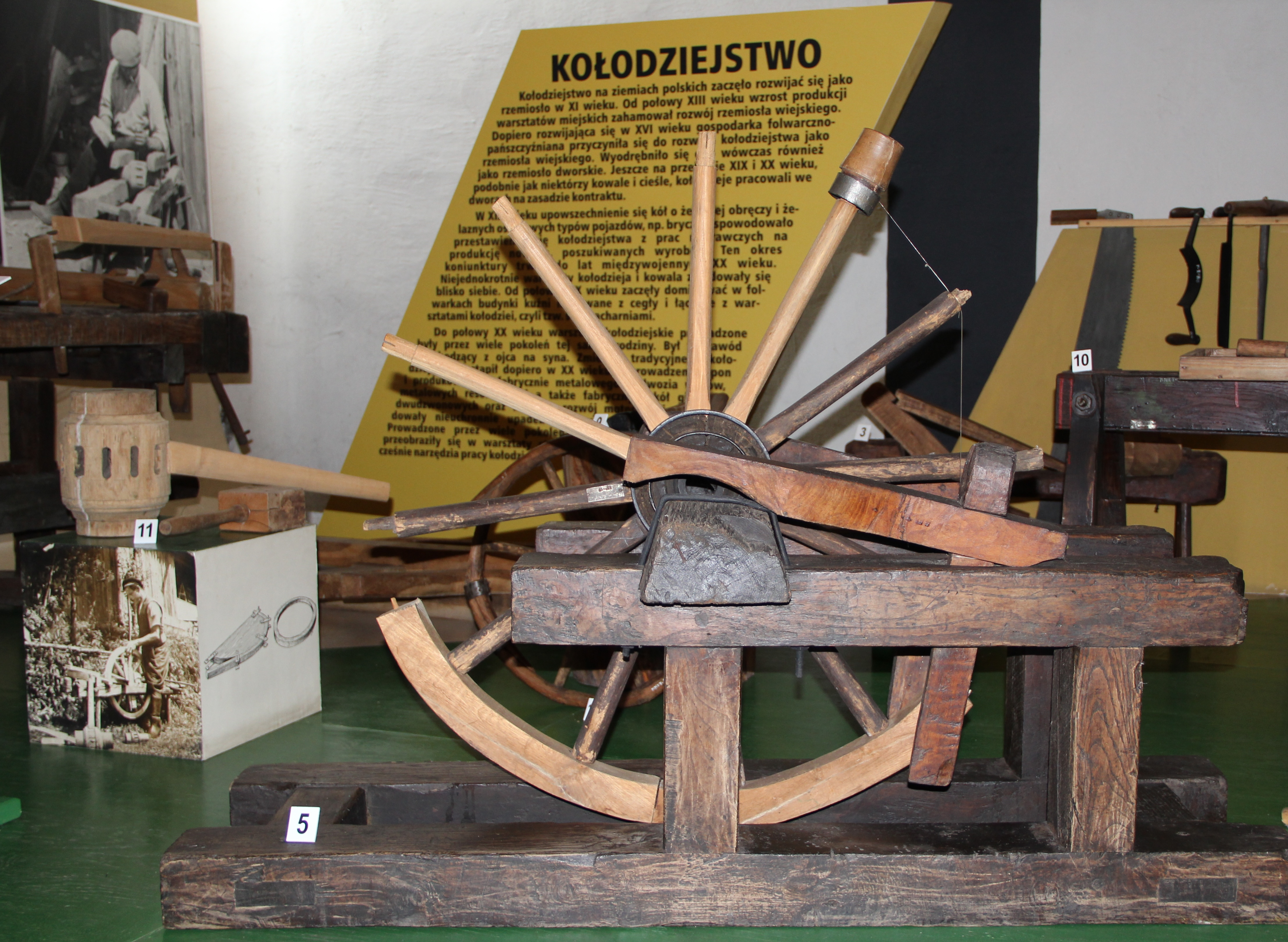
Виготовляння складеного обода
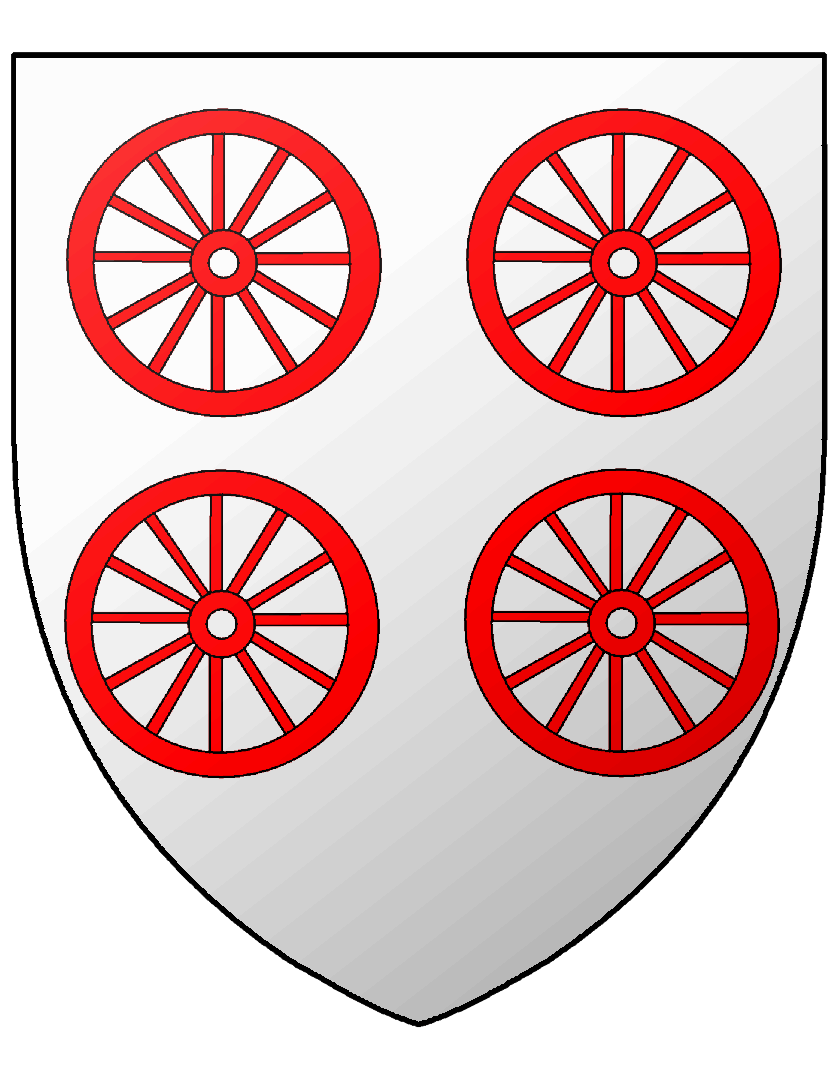
Герб цеху стельмахів Парижу